# 어명
《어명》은 1970년 8월 11일부터 1970년 10월 24일까지 방영된 MBC 일일연속극이다. 당초 60부작이었으나 20회를 줄이라는 경영진의 명령에 PD들은 “창작 의욕을 저해하는 처사”라며 집단 사표로 대응하자 결국 3회 모자란 57부작으로 막을 내리게 됐다.

## 등장 인물
- 최무룡
- 송재호
- 김성옥
- 박근형
- 김혜자